# Districte de Gagra
El districte de Gagra (Гагра араион, Gagra araion en abkhaz; გაგრის რაიონი, Gagris raioni en georgià; Гагрский район, Gagrski raion en rus) és un districte d'Abkhàzia. La seua capital és la ciutat homònima de Gagra.

## Geografia

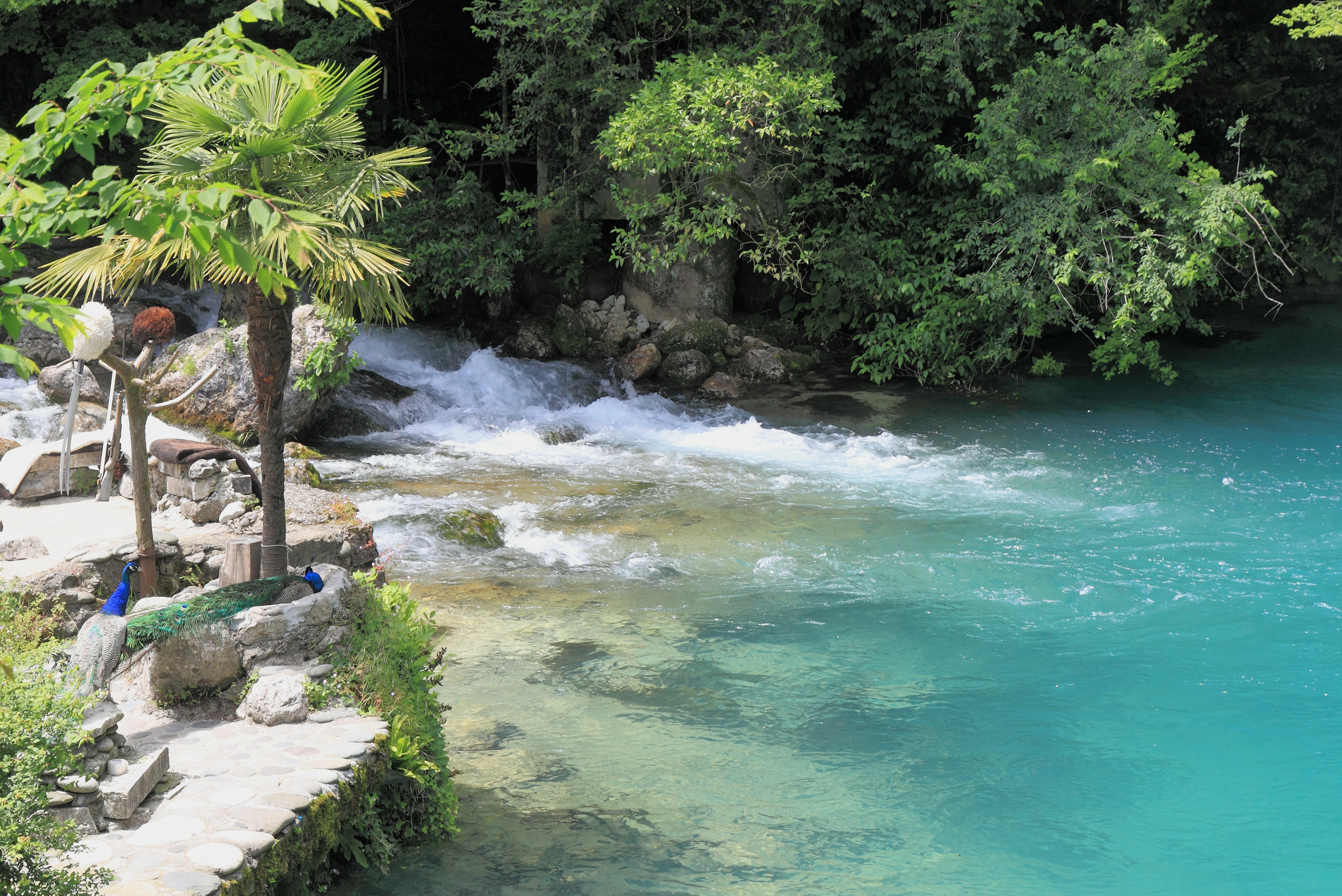
El Llac Blau

El districte de Gagra es troba localitzat a la part més occidental d'Abkhàzia, amb el riu Psou com a frontera natural amb el krai de Krasnodar, a Rússia. El districte és principalment muntanyós, excepte a la plana de Bzyph, al sud de districte on es troba Pitsunda i està plena de serralades com ara la serra de Gagra, Arabika i altres. Alguns dels seus municipis més importants són Gagra, la capital; Pitsunda; Gachryphsh; Tsandrypsh i Bzyph. Gagra limita a l'est amb el districte de Gudauta, també a Abkhàzia.

## Història
A l'edat mitjana, fou part de la regió d'Abkhàzia Menor, part de la qual es troba actualment a Rússia.
El districte de Gagra fou creat l'any 1923 per l'administració de la República Socialista Soviètica d'Abkhàzia, part integrant de la Unió de Repúbliques Socialistes Soviètiques (URSS) entre els anys 1921 i 1931. Posteriorment, entre els anys 1931 i 1989, el districte formà part de la República Socialista Soviètica Autònoma d'Abkhàzia, part integrant de la República Socialista Soviètica de Geòrgia. Quan l'any 1992 Abkhàzia s'independitzà de Geòrgia, els districtes van passar a ser la divisió regional del nou estat.

## Administració

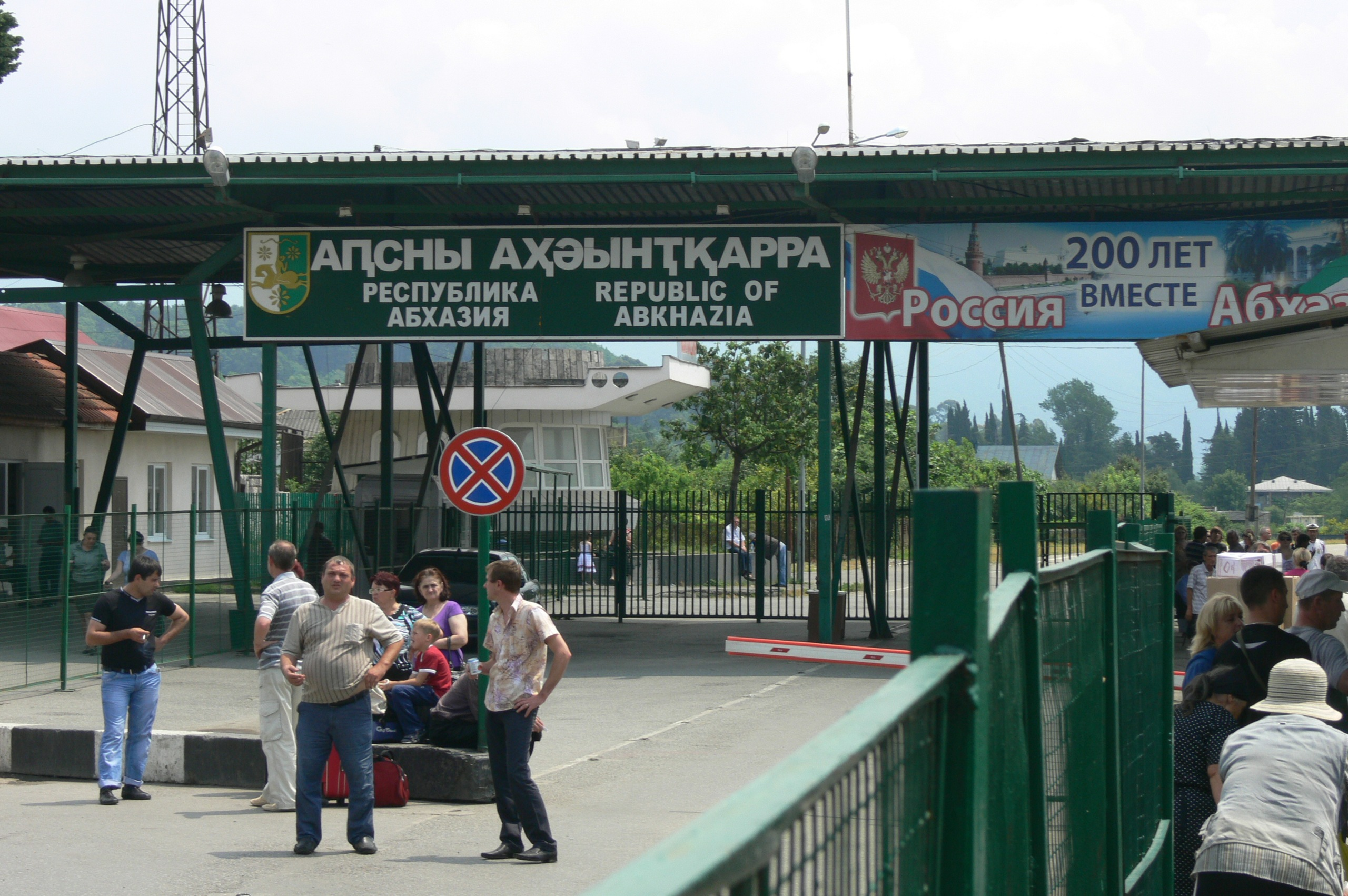
Frontera amb Rússia

### Governadors
Segons la llei abkhaza, el Cap de l'Administració del Districte és alhora l'alcalde de la capital del districte, en aquest cas, Gagra.
- Enver Kapba (1967-1970)
- Ruslan Iazychba (1994-1997)
- Grigori Enik[1] (2000-2002)
- Valeri Bganba[2] (2002-2006)
- Astamur Ketsba[3] (2006-2011)
- Teimuraz Kapba[4] (2011-2011)
- Grigori Enik[5] (2011-2014)
- Beslan Bartsits[6] (2014-2016)
- Zaur Bganba[7] (2016-present)